# 후피!
후피!(Whoopee!)는 미국에서 제작된 쏜톤 프리랜드 감독의 1930년 코미디, 뮤지컬 영화이다. 에디 캔터 등이 주연으로 출연하였고 사무엘 골드윈 등이 제작에 참여하였다.

## 출연

### 주연
- 에디 캔터

### 조연
- 잭 루더포드
- 스펜서 차터스
- 앨버트 해킷
- 윌리엄 베그
- 에드 브래디
- 버지니아 브루스
- 에드먼드 코브
- 밀드레드 딕슨
- 클레어 도드
- 루스 에드딩스
- 마틴 포스트
- 버드 파인
- 베티 그레이블
- 진 하워드
- 딘 자거
- 제인 키슬리
- 프랭크 래닝
- 데오도르 로치
- 폴 팬저
- 프랭크 라이스
- 잭 슈타
- 앤 소던
- 바바라 윅스
- 도로시 쿠넌 웰먼
- 폴 그레고리

## 제작진
- 프로듀서: 플로렌즈 지그펠드 주니어
- 의상: 존 W. 하크라이더
- 배역: 로버트 맥킨타이어